# Auf der Alm, da gibt’s koa Sünd (1950)
Auf der Alm, da gibt’s koa Sünd ist eine österreichische Filmkomödie von Franz Antel aus dem Jahr 1950.

## Handlung
Der Film ist eine österreichische Heimatkomödie, die von einem Bürgermeister handelt, der von allen Seiten Gegenwind bekommt. Der sittenstrenge Bürgermeister Ignaz Nagler lehnt nicht nur die Heirat seines Sohnes mit einer Wienerin ab, sondern er verweigert auch vierzig unehelichen Kindern den von der Landesregierung vorgesehenen Ferienaufenthalt. Durch zwei Reporter werden die Verwicklungen noch vergrößert. Erst als sich die Fürsorgeschwester Kitty Schröder als des Bürgermeisters uneheliche Tochter ausgibt, wird dessen Widerstand schließlich überwunden.

## Produktion
Produziert wurde Auf der Alm, da gibt’s koa Sünd im Atelier Parsch bei Salzburg. Die Außenaufnahmen entstanden im Salzkammergut. Regisseur Franz Antel berichtet in seiner Autobiographie, er habe von Produzent Eduard Hösch dringend die Bereitstellung einiger Komparsen gefordert, denn er wolle doch einen guten Film machen. Darauf habe er jedoch die Antwort erhalten: „Für mein Geld werden Sie keinen guten Film machen!“
Den Prüfern der FSK erschien der Film als zu seicht, dennoch wurde er am 17. Oktober 1950 freigegeben mit dem ungewöhnlichen Hinweis: „Die Kommission bedauert lebhaft, dass die Grundsätze keine Möglichkeit geben, diesen Film zu verbieten.“ Die Uraufführung erfolgte am 24. Oktober 1950 in München.
Im Film sind verschiedene Lieder zu hören, darunter Auf der Alm, da gibt’s ka Sünd und das Spatzenlied, die nicht zuletzt durch die Interpretation von Maria Andergast zu populären Schlagern wurden und auf Platte erschienen sind.

## Kritik
Für den film-dienst war der Film eine „seichte Komödie mit zahmer Situationskomik und abgestandenen Pointen“. Eine weitere zeitgenössische Kritik bezeichnet den Film als „seichten Bauernschwank“, der seine Vergnüglichkeit mehr als dem Buch der „melodiösen zügigen Musik von Hans Lang, und ferner einer guten Besetzung“ verdankt.